# Cissus sagittifera
Cissus sagittifera är en vinväxtart som beskrevs av Descoings. Cissus sagittifera ingår i släktet Cissus och familjen vinväxter. Inga underarter finns listade i Catalogue of Life.